# Монтињозо
Монтињозо (итал. Montignoso) је насеље у Италији у округу Маса-Карара, региону Тоскана.
Према процени из 2011. у насељу је живело 10023 становника. Насеље се налази на надморској висини од 328 м.

## Становништво
Према резултатима пописа становништва 2011. у општини је живело 10.226 становника.
| 1931. | 1936. | 1951. | 1961. | 1971. | 1981. | 1991. | 2001.  | 2011.  |
| ----- | ----- | ----- | ----- | ----- | ----- | ----- | ------ | ------ |
| 5.195 | 5.528 | 6.091 | 6.859 | 7.605 | 8.738 | 9.158 | 10.023 | 10.226 |

## Партнерски градови
- Valréas
- Захсенхајм